# Медісон (велоспорт)

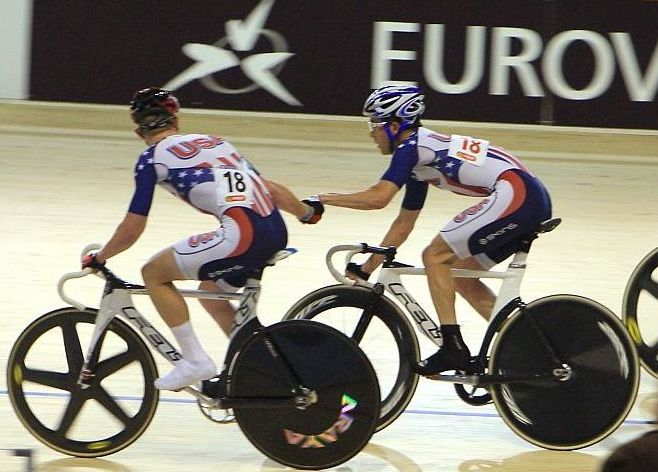
Чемпіонат світу з трекових велоперегонів 2010. Команда США

Медісон (англ. Madison) — один із видів командних гонок на витривалість у велоспорті. Свою назву гонка отримала завдяки спортивному комплексу Медісон-сквер-гарден у Нью-Йорку, де вперше було проведено змагання у цій дисципліні. Також гонка відома під назвою Американка (фр. Course à l'américaine, італ. Americana, ісп. Americana).

## Історія
Коли у 1898 році спортсменам в США заборонили змагатися більше, ніж 12 годин на день у дуже популярних на той час шестиденних гонках, організатори вигадали нову дисципліну — медісон. Два спортсмени могли змагатися впродовж цілої доби, при цьому не порушуючи закону, проїжджаючи більшу дистанцію з більшими швидкостями, що б приваблювало більше глядачів.
До 90-х років XX ст. змагання з медісону переважно проводилися в рамках шестиденних гонок. Лише у 1995 році цю дисципліну включили до програми Чемпіонату світу серед чоловіків, а в 2000 на Олімпіаді в Сіднеї вперше визначили олімпійського чемпіона серед чоловіків в медісоні. Проте у 2012 році в Лондоні гонка була виключена з програми.

## Правила
Медісон досить складний з погляду тактики. Змагання проводяться між командами з двох осіб (інколи трьох) на дистанції до 50 км. Кількість команд-учасниць не може перевищувати 18. Спортсмени однієї команди почергово змінюючи один одного повинні пройти найбільшу кількість кіл або ж набрати найбільшу кількість очок на проміжних фінішах. Члени команд можуть вступати в гонку торкаючись один одного руками або за веломайку. У той час як один гонщик в гонці, інший повільніше їде по зовнішньому колу. Спортсмени можуть змінюватися в будь-який час гонки.
Незалежно від довжини кола велодрому та дистанції проміжні фініші проводять через кожні 20 кіл. Перша команда отримує 5 очок, а три наступні — 3, 2 та 1 очко відповідно. Виграє та команда, яка проїхала найбільше кіл. Якщо таких декілька, то переможця визначають за кількістю набраних очок. Якщо і тут у команд рівні показники, то переможець визначається на останньому проміжному спринті.